# Galatia (Kansas)
Galatia è un comune (city) degli Stati Uniti d'America della contea di Barton nello Stato del Kansas. La popolazione era di 39 persone al censimento del 2010.

## Geografia fisica
Galatia è situata a 38°38′29″N 96°57′32″W (38.641414, -98.958896).
Secondo lo United States Census Bureau, ha un'area totale di 0.38 miglia quadrate (0.98 km²).

## Storia
Il colono David C. Barrows fondò la comunità e progettò il sito della città nel 1885. Originariamente nota come Four Corners, il colono Henry G. Weber decise di chiamarla Galatia in omaggio alla Galatia dell'Illinois, il luogo da dove proveniva. Il primo edificio costruito fu una chiesa dei Fratelli Uniti. Un ufficio postale è stato creato a Galatia nel 1889. La Atchison, Topeka and Santa Fe Railway costruì una linea ferroviaria per le merci a Galatia nel 1916, e la città all'epoca possedeva tre ascensori di grano, una banca, un deposito di legname, e tre negozi generali. Nel 1921, la popolazione era aumentata a 202 abitanti. Dopo questo, tuttavia, la popolazione ha iniziato a diminuire. L'ufficio postale è stato chiuso nel 1966.

## Società

### Evoluzione demografica
Secondo il censimento del 2010, c'erano 39 persone.

### Etnie e minoranze straniere
Secondo il censimento del 2010, la composizione etnica della città era formata dal 100,0% di bianchi. Ispanici o latinos di qualunque razza erano il 7,7% della popolazione.